# Campeonato Mundial de Atletismo de 2022 - Lançamento de dardo feminino
A competição do lançamento de dardo feminino no Campeonato Mundial de Atletismo de 2022 foi realizada no estádio Hayward Field, em Eugene, nos Estados Unidos, entre os dias 20 a 22 de julho de 2022.

## Recordes
Antes da competição, os recordes eram os seguintes:
| Recorde mundial                               | Barbora Špotáková (CZE)   | 72.28 | Estugarda, Alemanha       | 13 de setembro de 2008 |
| Recorde do campeonato                         | Osleidys Menéndeza (CUB)  | 71.70 | Helsinque, Finlândia      | 14 de agosto de 2005   |
| Recorde do ano                                | Maggie Malone (USA)       | 65.73 | Burnaby, Canadá           | 14 de junho de 2022    |
| Recorde da África                             | Sunette Viljoen (RSA)     | 69.35 | Nova York, Estados Unidos | 9 de junho de 2012     |
| Recorde da Ásia                               | Lü Huihui (CHN)           | 67.98 | Shenyang, China           | 2 de agosto de 2019    |
| Recorde da América do Norte, Central e Caribe | Olisdeilys Menéndez (CUB) | 71.70 | Helsínquia, Finlândia     | 14 de agosto de 2005   |
| Recorde da América do Sul                     | Flor Ruiz (COL)           | 63.84 | Cali, Colômbia            | 25 de junho de 2016    |
| Recorde da Europa                             | Barbora Špotáková (CZE)   | 72.28 | Estugarda, Alemanha       | 13 de setembro de 2008 |
| Recorde da Oceania                            | Kimberley Mickle (AUS)    | 66.83 | Gold Coast, Austrália     | 11 de abril de 2018    |

Os seguintes recordes mundiais ou olímpicos foram estabelecidos durante esta competição:
| Data        | Evento | Atleta                  | Distância | Notas               |
| ----------- | ------ | ----------------------- | --------- | ------------------- |
| 22 de julho | Final  | Kelsey-Lee Barber (AUS) | 66.91 m   | Melhor marca do ano |

## Medalhistas
| Ouro                    | Prata             | Bronze                 |
| Kelsey-Lee Barber (AUS) | Kara Winger (USA) | Haruka Kitaguchi (JPN) |

## Tempo de qualificação
| Tempo de qualificação |
| --------------------- |
| 64.00 m               |

## Calendário
| Data        | Horário | Fase         |
| ----------- | ------- | ------------ |
| 20 de julho | 15:20   | Qualificação |
| 22 de julho | 18:20   | Final        |

Todos os horários estão no horário local (UTC-7)

## Resultados

### Qualificação
Qualificação: 62,50 m (Q) ou as 12 melhores performances (q). 
| Pos. | Grupo | Atleta             | Nacionalidade  | Tentativa | Tentativa | Tentativa | Marca | Notas                |
| Pos. | Grupo | Atleta             | Nacionalidade  | 1         | 2         | 3         | Marca | Notas                |
| ---- | ----- | ------------------ | -------------- | --------- | --------- | --------- | ----- | -------------------- |
| 1    | B     | Haruka Kitaguchi   | Japão          | 64.32     |           |           | 64.32 | Q,                   |
| 2    | B     | Liu Shiying        | China          | 63.86     |           |           | 63.86 | Q,                   |
| 3    | A     | Liveta Jasiūnaitė  | Lituânia       | 63.80     |           |           | 63.80 | Q,                   |
| 4    | A     | Kara Winger        | Estados Unidos | 58.12     | 61.30     | 54.86     | 61.30 | q                    |
| 5    | B     | Kelsey-Lee Barber  | Austrália      | 58.02     | 61.27     | 57.71     | 61.27 | q                    |
| 6    | B     | Nikola Ogrodníková | Chéquia        | 60.59     | 59.07     | –         | 60.59 | q                    |
| 7    | A     | Elizabeth Gleadle  | Canadá         | x         | 60.38     | x         | 60.38 | q                    |
| 8    | B     | Annu Rani          | Índia          | x         | 55.35     | 59.60     | 59.60 | q                    |
| 9    | A     | Annika Marie Fuchs | Alemanha       | 55.18     | 59.36     | x         | 59.36 | q                    |
| 10   | B     | Līna Mūze          | Letônia        | 59.16     | x         | 53.38     | 59.16 | q                    |
| 11   | B     | Sae Takemoto       | Japão          | 57.10     | 59.15     | 54.51     | 59.15 | q                    |
| 12   | A     | Mackenzie Little   | Austrália      | 55.74     | 52.34     | 59.06     | 59.06 | q                    |
| 13   | A     | Madara Palameika   | Letônia        | x         | 58.02     | 58.61     | 58.61 | Recorde da temporada |
| 14   | B     | Coralys Ortiz      | Porto Rico     | 58.52     | x         | 55.27     | 58.52 |                      |
| 15   | B     | Jo-Ane van Dyk     | África do Sul  | 54.89     | 57.79     | x         | 57.79 |                      |
| 16   | A     | Lü Huihui          | China          | 53.75     | 57.59     | 56.97     | 57.59 | Recorde da temporada |
| 17   | B     | Juleisy Angulo     | Equador        | 54.23     | 57.28     | x         | 57.28 |                      |
| 18   | A     | Ariana Ince        | Estados Unidos | 57.17     | 56.71     | 57.24     | 57.24 |                      |
| 19   | A     | Jucilene de Lima   | Brasil         | 57.13     | x         | x         | 57.13 |                      |
| 20   | A     | Elina Tzengko      | Grécia         | 55.44     | 57.12     | x         | 57.12 |                      |
| 21   | B     | Maria Andrejczyk   | Polónia        | x         | 55.47     | 54.67     | 55.47 |                      |
| 22   | B     | Maggie Malone      | Estados Unidos | 54.19     | 54.12     | x         | 54.19 |                      |
| 23   | A     | Victoria Hudson    | Áustria        | x         | x         | 54.05     | 54.05 |                      |
| 24   | B     | Tori Peeters       | Nova Zelândia  | x         | 52.03     | 53.67     | 53.67 |                      |
| 25   | B     | Kathryn Mitchell   | Austrália      | x         | x         | 53.09     | 53.09 |                      |
| 26   | A     | Sanne Erkkola      | Finlândia      | 52.04     | x         | x         | 52.04 |                      |
| 27   | A     | Momone Ueda        | Japão          | 47.36     | 50.70     | 49.51     | 50.70 |                      |
|      | B     | Eda Tuğsuz         | Turquia        | x         | x         | x         | NM    |                      |
|      | A     | Sara Kolak         | Croácia        | x         | x         | x         | NM    |                      |

### Final
A final ocorreu dia 22 de julho às 18:20.
| Pos.              | Atleta             | Nacionalidade  | Tentativa | Tentativa | Tentativa | Tentativa | Tentativa | Tentativa | Marca | Notas               |
| Pos.              | Atleta             | Nacionalidade  | 1         | 2         | 3         | 4         | 5         | 6         | Marca | Notas               |
| ----------------- | ------------------ | -------------- | --------- | --------- | --------- | --------- | --------- | --------- | ----- | ------------------- |
| Medalha de ouro   | Kelsey-Lee Barber  | Austrália      | 62.67     | 62.92     | 66.91     | 61.20     | –         | –         | 66.91 | Melhor marca do ano |
| Medalha de prata  | Kara Winger        | Estados Unidos | 56.93     | 61.96     | 61.00     | 58.78     | 62.17     | 64.05     | 64.05 |                     |
| Medalha de bronze | Haruka Kitaguchi   | Japão          | 62.07     | x         | 55.78     | 61.27     | x         | 63.27     | 63.27 |                     |
| 4                 | Liu Shiying        | China          | 61.67     | x         | 60.22     | 63.25     | 61.75     | x         | 63.25 |                     |
| 5                 | Mackenzie Little   | Austrália      | 63.22     | 49.78     | 59.10     | 58.50     | 54.99     | x         | 63.22 | Recorde pessoal     |
| 6                 | Līna Mūze          | Letônia        | 59.83     | x         | x         | 61.26     | x         | x         | 61.26 |                     |
| 7                 | Annu Rani          | Índia          | 56.18     | 61.12     | 59.27     | 58.14     | 59.98     | 58.70     | 61.12 |                     |
| 8                 | Nikola Ogrodníková | Chéquia        | 54.11     | 56.04     | 59.98     | 59.48     | 58.79     | 60.18     | 60.18 |                     |
| 9                 | Elizabeth Gleadle  | Canadá         | 59.59     | x         | x         |           |           |           | 59.59 |                     |
| 10                | Liveta Jasiūnaitė  | Lituânia       | 58.97     | x         | 57.23     |           |           |           | 58.97 |                     |
| 11                | Sae Takemoto       | Japão          | 54.77     | 57.93     | x         |           |           |           | 57.93 |                     |
| 12                | Annika Marie Fuchs | Alemanha       | 55.42     | 56.46     | x         |           |           |           | 56.46 |                     |

Legenda
| Recorde mundial       | Recorde mundial (World record)               |                       | Recorde africano                      | Recorde africano (African) |                                           | Q | Classificado por posição (Qualified) |
| Recorde do campeonato | Recorde do campeonato (Championship record)  | Recorde da América    | Recorde da América (Americas)         | q                          | Classificado por melhor tempo (Qualified) |   |                                      |
| Melhor marca do ano   | Melhor marca do ano (World leading)          | Recorde asiático      | Recorde asiático (Asian)              | DNS                        | Não largou (Did not start)                |   |                                      |
| Recorde nacional      | Recorde nacional (National record)           | Recorde europeu       | Recorde europeu (European)            | DNF                        | Não terminou (Did not finish)             |   |                                      |
| Recorde pessoal       | Recorde pessoal do atleta (Personal best)    | Recorde da Oceania    | Recorde da Oceania (Oceania)          | DSQ / DQ                   | Desclassificado (Disqualified)            |   |                                      |
| Recorde da temporada  | Recorde da temporada do atleta (Season best) | Recorde sul-americano | Recorde sul-americano (South America) | NM                         | Sem marca (No mark)                       |   |                                      |